# Galo Anônimo
Galo Anônimo (em latim: Gallus Anonymus; em polonês: Gall Anonim) - "o Anônimo Gaulês"; século XI — XII) foi o autor de Cronicae et gesta ducum sive principum Polonorum (Crônicas e Feitos dos Duques ou Príncipes dos Poloneses, escrito em latim, ca. 1115). Ele é considerado o primeiro historiador da Polônia.

## Nacionalidade

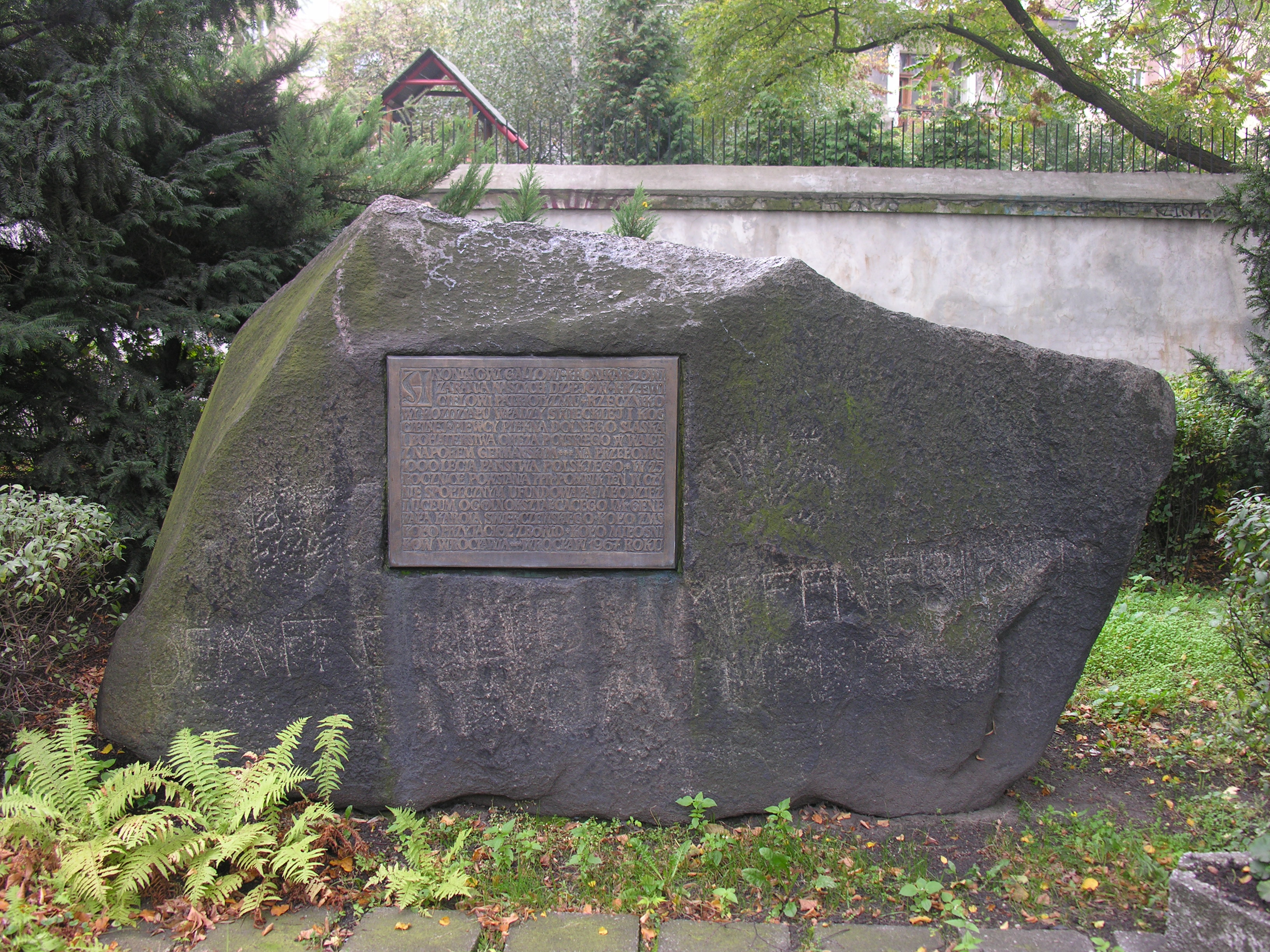
Monumento em homenagem a Gall Anonim, Breslávia, Polônia.

A nacionalidade de Galo é desconhecida. A cultura tradicional tem assumido ser ela francesa (daí "Galo"), porém, desde quando o Professor Tadeusz Jasiński da Universidade de Poznań, em uma entrevista para o jornal polonês, Gazeta Wyborcza, levantou a hipótese de que ele era um monge beneditino de Veneza, a ideia ganhou grande aceitação. 
Uma conclusão anterior semelhante foi feita na década de 1960 pela Professora Danuta Borawska. Ela também mencionou que Anônimo pode ter sido originário de Le Mans e concluiu que Galo Anônimo foi provavelmente um monge do Monastério de Santo Egídio, em Lido, Veneza, Itália e o Professor Marian Plezia mais tarde concordou com ela. 
O estilo literário de Gallus lembra o de Edberto de Lavardin, por este motivo pensa-se que Gallus deve ter sido educado em Le Mans ou, de acordo com Zathey, em Chartres ou Bec-Hellouin na Normandia. Danuta Borawska suspeita que o clericus de penna vivens ("clérigo da pena viva") pode também ter escrito o Gesta Hungarorum (Feitos dos Húngaros) ou Translatio Sti Nicolai.
Segundo Jasiński, ele chegou à Polônia pela Via Egnácia atravessando os países de línguas eslavas de "Epiro, Trácia, Dalmácia, Croácia, Ístria". Jasiński encontrou mais de cem semelhanças quando comparou a Crônica com o Translatio Sti Nicolai. Ele concluiu que Gallus tinha um conhecimento nativo da língua italiana e eslovena, como muitos do clero veneziano daquele tempo.
Anonymus cursus velox está também de acordo com a origem veneziana. Feliks Pohorecki formulou, em 1930, a hipótese de que, se alguém encontra um autor usando cursus spondiacus simultaneamente com cursus velox, este fato poderá identificar Anônimof. O latinista sueco Tore Janson encontrou cursus spondiacus na escola de Edberto de Lavardin, e o autor escreveu na Tradução sobre uma estadia em Tours e a celebração de uma missa em Lido.
"Não há razão, portanto, para duvidar de que Gallus Anonymous (o Gaulês Anônimo) tenha sido o Monachus Littorensis (o Monge do Litoral)".

## A influência de Gallus
Gallus influenciou todo o curso seguinte da História da Polônia, devido a sua versão sobre os primeiros fatos históricos poloneses enfatizados pelas autoridades dos governantes serem inferiores a de Deus, como aquela expressa pela voz da assembléia de pessoas (como no provérbio latino, "Vox populi, vox Dei" — "A voz do povo é a voz de Deus"). Isto reforçou as tradições polonesas de eleições e sua tendência a desobedecer às autoridades indesejadas. O conceito, através das Crônicas de Wincenty Kadłubek e dos Sermões de Stanisław de Skarbimierz, contribuíram para o desenvolvimento da única "Liberdade dourada", que iria caracterizar a República das Duas Nações, cujos reis eram eleitos e obrigados a obedecer o Sejm (parlamento).